# Chimica metallorganica

Struttura del benzilidene[1,3-bis(2,4,6-trimetilfenil)-2-imidazolidinilidene]dicloro(tricicloesilfosfina) rutenio, catalizzatore di Grubbs di seconda generazione utilizzato nella metatesi olefinica

La chimica metallorganica è la chimica dei composti che contengono un legame metallo-carbonio. Si occupa dello studio dei metodi di sintesi e delle proprietà dei composti metallorganici (detti anche organometallici), nonché del loro utilizzo come specifici reagenti o catalizzatori.

## Storia
Alcuni composti metallorganici del blocco d e degli elementi rappresentativi furono sintetizzati e  caratterizzati già nel XIX secolo. Il primo di essi fu il sale di Zeise, un complesso etilene-platino(II) preparato da William C. Zeise nel 1828. Nel 1849 il chimico inglese Edward Frankland sintetizzò lo zincodietile e studiò l'applicazione dei composti zincorganici nella sintesi organica. Il primo metallocarbonile, il nicheltetracarbonile, fu sintetizzato da Ludwig Mond, Carl Langer e Friedrich Quincke nel 1890. Intanto, sempre verso fine secolo, Victor Grignard elaborò la sintesi di quelli che divennero i "reattivi di Grignard", alogenuri magnesiorganici molto reattivi utilizzati nella sintesi degli alcoli. Ciò gli valse nel 1912 il Premio Nobel per la chimica.
Nella prima parte del XX secolo sono i derivati organici di litio, magnesio, boro, alluminio e silicio ad essere al centro dell'attenzione. All'inizio degli anni '30 Walter Hieber sintetizzò a Monaco una varietà di cluster metallocarbonilici come [Fe4(CO)13]2-. Con lo sviluppo e affinamento di tecniche quali la diffrattometria a raggi X, la spettroscopia IR e la NMR si ebbe la nascita della moderna chimica metallorganica. La scoperta del ferrocene, Fe(C5H5)2, un capostipite delle strutture a sandwich, risale a tale periodo. I chimici Karl Waldemar Ziegler e Giulio Natta ricevono nel 1963 il premio Nobel per la scoperta di organometalli, tipo (CH3CH2)3Al complessato con cloruro di titanio (TiCl4), aventi proprietà di catalizzatori stereospecifici nella sintesi di polimeri. Nel 1968, dopo la sintesi e caratterizzazione dell'uranocene da parte dell'americano Andrew Streitweiser, U(η8-C8H8)2, fiorisce la chimica metallorganica del blocco f. Nel 1973 il tedesco Ernst Otto Fischer e l'inglese Geoffrey Wilkinson ricevono il premio Nobel per la chimica grazie ai loro studi sui composti a sandwich del blocco d. Nel 2005 Robert H. Grubbs riceve il premio Nobel grazie allo sviluppo di nuovi catalizzatori per l'utilizzo industriale della metatesi olefinica.
La possibile applicazione industriale di nuovi composti metallorganici rappresenta oggigiorno un vasto campo di studio e ricerca.

## Struttura dei composti metallorganici
Un composto è considerato metallorganico se è presente almeno un legame metallo-carbonio, dove il termine "metallo" è l'accezione più ampia comprendente anche i metalli alcalini e alcalino terrosi, i metalloidi e i metalli propriamente detti. La polarità e la forza del legame M-C sono simili a quelle dei legami metallo-idrogeno ma tali composti, a causa della tendenza dei gruppi alchilici a non dare carattere fortemente ionico alla molecola, sono dei solidi preminentemente molecolari.
I metalli alcalini e alcalino terrosi tendono a dare composti ionici, berillio e magnesio formano polimeri organometallici. Gli elementi del tredicesimo gruppo originano composti molecolari carenti di elettroni e tendono a formare dimeri, quelli del quattordicesimo gruppo e del quindicesimo formano rispettivamente composti molecolari a corredo elettronico regolare e molecolari elettron-ricchi. I metalli del blocco d generalmente obbediscono alla "regola dei 16/18 elettroni" di valenza; caratteristici del blocco d sono i derivati carbonilici e i cluster contenenti legami metallo-metallo.

## Nomenclatura

Sono presenti due atomi Cl, due gruppi tricicloesilfosfina -(PCy)_{3} e un benzilidene: il composto è denominato benzilidene-bis(tricicloesilfosfina) diclororutenio. Questo è un catalizzatore di Grubbs di prima generazione.

I composti metallorganici si denominano comunemente come derivati organici: CH3Li è il litiometile, (CH3)3Al è chiamato trimetilalluminio, (CH3CH2)2Zn zincodietile ecc.
I composti a carattere fortemente ionico assumono la denominazione come fossero dei sali: CH3CH2MgCl è il cloruro di etilmagnesio, (CH3)2CuLi è il litio dimetilcuprato, Na[C10H8] il naftaluro di sodio.
Gli elementi del blocco p che formano dei composti con l'idrogeno possono dare organometalli spesso denominati come derivati di tali composti (ad es. trimetilborano, tetrametilsilano, trimetilarsina, trifenilfosfina).
Quando un ligando organico può legarsi all'atomo metallico centrale utilizzando contemporaneamente un numero diverso dei suoi atomi nella denominazione figura anche l'apticità η, parametro che indica il numero di atomi che si trovano a distanza di legame. Un ligando monoapto si indica come η1, uno biapto η2 ecc.
In generale, il numero di ligandi è indicato dal prefisso di-, tri-, tetra-, ecc. mentre i ligandi che utilizzano più atomi per il legame assumono i prefissi bis-, tris-, tetrakis-, ecc.; l'elemento metallico è menzionato per ultimo. I metalloceni si nominano a partire dall'elemento metallico aggiungendo la desinenza -ocene (es. ferrocene, uranocene).

## Principali metodi di sintesi
Vengono di seguito elencate le principali reazioni utilizzate nella sintesi organometallica:
- Reazione di metalli elettropositivi (M) con derivati alogeno-idrocarburici (RX, dove R può essere saturo, insaturo o aromatico) condotta in solventi aprotici come dietiletere. Notare come altri metalli meno attivi quali magnesio, alluminio e zinco formino l'alogenuro organometallico:
  - in genere 2 M + RX → MR + MX
  - 2 Na + C2H5Cl → C2H5Na + NaCl
  - Mg + CH2=CHCl → CH2=CHMgCl
- Transmetallazione, un metallo M più elettropositivo rimpiazza un metallo M' (solitamente il mercurio). Usualmente la reazione è effettuata in un tubo di vetro chiuso, mantenuto ad una determinata temperatura, contenente un eccesso di metallo:
  - in genere M + M'R → M' + MR
  - 2 In + 3 Hg(C6H5)2 → 3 Hg + 2 In(C6H5)3
  - 4 Li + 2 Hg(CH3)2 → 2 Hg + Li4(CH3)4
- Metatesi (o doppio scambio), fra un organometallo MR e un alogenuro M'X dove M è un metallo più elettropositivo di M':
  - in genere MR + M'X → MX + M'R
  - 3 Zn(CH3)2 + 2 BF3 → 3 ZnF2 + 2 B(CH3)3
  - Li4(CH3)4 + 2 IrBr2 → 4 LiBr + 2 Ir(CH3)2
- Addizione ad un legame multiplo:
  - in genere M-H + CH2=CH2 → MH2C-CH3
  - Idroborazione: H3BOR2 + CH2=CH2 → CH3CH2BH2
  - Idrosililazione: SiH4 + RCH=CH2 → RCH2CH2SiH3
- I carbonili metallici sono sintetizzati per combinazione diretta o carbonilazione riduttiva:
  - Combinazione diretta (a valori determinati di pressione e temperatura):
    - Ni + 4 CO → Ni(CO)4
    - Fe + 5 CO → Fe(CO)5

  - Carbonilazione riduttiva (temperatura e pressione determinati), consiste nella riduzione di un sale o complesso metallico in presenza di monossido di carbonio:
    - 6 MnCl2 + 4 Al + 30 CO → 4 AlCl3 + 3 Mn2(CO)10
    - MoO3 + 9 CO → Mo(CO)6 + 3 CO2

## Principali reazioni dei composti organometallici
La reattività degli organometalli è molto varia e specifici composti, in relazione alle caratteristiche dei relativi orbitali molecolari e ad eventuali fattori sterici, sono suscettibili a dare peculiari reazioni che procedono in un determinato modo. Di seguito verrà data una panoramica della reattività generale.
- Ossidazione: i composti metallorganici sono dei riducenti, particolarmente energici sono quelli degli elementi metallici più elettropositivi. Tale caratteristica spiega l'alto rischio di incendio per infiammazione spontanea all'aria e di esplosione per reazione con ossidanti. Tra i composti spontaneamente infiammabili all'aria si possono indicare, a titolo di esempio, Li4(CH3)4, Zn(CH3)2, B(CH3)3, Al2(CH3)6. La combustione avviene mediante processi radicalici a catena. I composti metallorganici volatili o maggiormente sensibili all'ossidazione richiedono di essere manipolati sotto vuoto o in atmosfera di gas inerte.
- Comportamento nucleofilo: il legame M-C di un metallo elettropositivo presenta carica parziale δ+ sul metallo e δ- sul gruppo organico. Ciò rende gli organometalli particolarmente reattivi verso, ad esempio, l'addizione nucleofila ad un -(C=O)-, la metatesi di cui si è già parlato, reagenti come cloruro di solforile SO2Cl2 e cloruro di tionile SOCl2, ecc. L'elevato carattere carbanionico li rende basi tanto forti (composti come RLi sono più correttamente descritti come R-Li+, così come i reattivi di Grignard R−Mg−Cl) da reagire con acidi molto deboli quali l'acqua e gli alcoli per dare origine all'idrocarburo RH.
- Acidi di Lewis: i composti metallorganici carenti di elettroni reagiscono manifestando acidità di Lewis. Es. B(C6H5)3 + Na(C10H8) → Na[B(C6H5)3(C10H8)].
- β-eliminazione di idrogeno: gli organometalli termicamente più instabili, come quelli degli elementi pesanti del gruppo p, dopo riscaldamento subiscono una reazione di decomposizione con spostamento di un idrogeno in posizione β che passa al metallo. Genericamente la schematizzazione è la seguente: M-CH2-CH3 → M-H + CH2=CH2.

## Uso dei composti metallorganici in sintesi organica e nella catalisi industriale
L'applicazione dei composti metallorganici nella sintesi chimica come reagenti o catalizzatori specifici è un campo di ricerca molto interessante e in continua evoluzione, sia nell'ambito chimico-teorico che nell'ambito pratico della chimica industriale.

### Organometalli come reagenti
- Reattivi di Grignard: sono composti genericamente indicati dalla formula RMgX dove R è un gruppo alchilico, arilico o vinilico e X indica cloro, bromo o iodio. Il loro uso è principalmente rivolto alla sintesi di alcoli e acidi carbossilici per reazione, rispettivamente, col gruppo -(C=O)- o con anidride carbonica.
- Reattivi litiorganici: indicati genericamente come RLi, sono più reattivi rispetto ai Grignard e quindi sono convenientemente utilizzati per la sintesi di alcoli molto impediti. L'equazione generica di reazione è R2CO + R'Li → R2R'COH; l'alcol si ottiene per idrolisi acida del sale dell'alcolato di litio prodotto. La reazione è condotta a bassa temperatura, solitamente a -78 °C.
- Litio dialchilcuprati, R2CuLi: sono i reattivi utilizzati nella sintesi di chetoni da alogenuri acilici. Genericamente si ha RCOCl + R'2CuLi → RCOR', reazione condotta in solvente etere dietilico ad una temperatura compresa tra 0 e -78 °C.
- Carbenoide I-CH2-ZnI: è ottenuto per reazione tra diiodometano e una lega zinco-rame in solvente etere; nella sintesi di Simmons-Smith reagisce con un doppio legame di un alchene dando un ciclopropano sostituito.

### Catalizzatori metallorganici
- Processo Monsanto: il dicarbonil-diiodorodiato [Rh(CO)2I2]- è utilizzato nella sintesi Monsanto dell'acido acetico.
- Ciclotrimerizzazione dell'acetilene: il diacetacetilnichel Ni(CO-CH2-CO-CH3)2 è utilizzato nella sintesi del benzene tramite reazione 3 C2H2 → C6H6.
- Idrogenazione asimmetrica di alcheni prochirali: viene utilizzato un catalizzatore rodiorganico.
- Polimerizzazione stereospecifica: i catalizzatori di Ziegler-Natta, complessi metallorganici del tipo ZrCl4-Al(CH2CH3)3, vengono utilizzati nella sintesi di polimeri con tatticità specifica.
- Metatesi olefinica: il composto WOCl4-Al(CH2CH3) Cl2 e i più recenti catalizzatori di Grubbs sono utilizzati nella sintesi del tipo 2 CH2CHCH3 → CH2=CH2 + CH3CH=CHCH3.
- Idroformilazione: vengono utilizzati catalizzatori a base di cobaltocarbonili tra i quali il più noto è il tetracarbonilidrocobalto HCo(CO)4.